# Introjectie
Introjectie is een term uit de psychologie, die voor het eerst werd gebruikt door Sigmund Freud. Introjectie staat voor het opnemen van uiterlijke waarden en maatstaven in de structuur van de persoonlijkheid, zodat ze niet meer als bedreigingen van buiten worden ervaren.